# Matias Fondato
Matias Emmanuel Fondato (15 mei 1982) is een Argentijns voetballer.
Fondato speelde vroeger onder meer bij het Paraguayaanse Club Guaraní, het Griekse Ionikos en het Belgische Antwerp FC.
| Club                                     | Seizoen        | Totaal aantal wedstrijden | Competitie- wedstrijden | Doelpunten |   |   |
| ---------------------------------------- | -------------- | ------------------------- | ----------------------- | ---------- | - | - |
| Guarani FC                               | ? - jan 2008   |                           |                         |            |   |   |
| Ionikos FC                               | jan-jul 2008   |                           |                         |            |   |   |
| Antwerp FC                               | 2008- feb 2009 | 8                         | 4                       | 0          | 0 | 0 |
| Clube Deporto Social y Cultural La Pinta | feb 2009 - ?   |                           |                         |            |   |   |